# Mammea glaucifolia
Mammea glaucifolia är en tvåhjärtbladig växtart som först beskrevs av Joseph Marie Henry Alfred Perrier de la Bâthie, och fick sitt nu gällande namn av André Joseph Guillaume Henri Kostermans. Mammea glaucifolia ingår i släktet Mammea och familjen Calophyllaceae. Inga underarter finns listade i Catalogue of Life.